# Lill-Lintjärnen
Lill-Lintjärnen är en sjö i Härjedalens kommun i Härjedalen och ingår i Ljusnans huvudavrinningsområde.